# 産業社会学部
産業社会学部（さんぎょうしゃかいがくぶ）とは産業社会学を教育研究するために大学におかれる学部の名称。「産社」と略される。
対象としている分野は経済、経営、法律、都市、環境、教育、福祉など多岐にわたっている。

## 設置大学
- 立命館大学産業社会学部

## かつて設置していた大学
- 長野大学（2007年改組）
- 羽衣国際大学（2011年改組） - 現代社会学部に改組。
- つくば国際大学（2019年廃止）[1]